# August Lewald

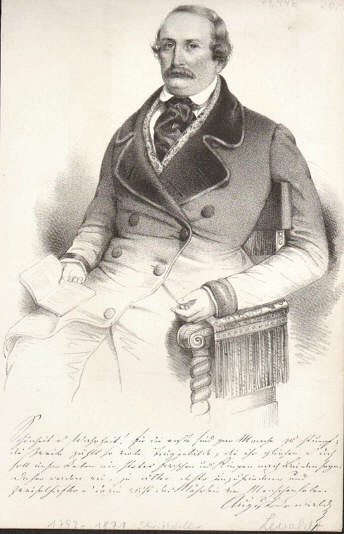
Porträtstich

Johann Karl August Lewald (* 14. Oktober 1792 in Königsberg; † 10. März 1871 in Baden-Baden) war ein deutscher Schriftsteller und Publizist. Er veröffentlichte auch unter den Pseudonymen Hans Kindermann, Kurt Walder und Tobias Sonnabend.

## Leben
Lewald sollte nach Willen seiner Eltern Kaufmann werden. Mit 21 Jahren kam Lewald als Sekretär ins zaristische Hauptquartier, war während der Befreiungskriege 1813 bis 1815 im Stab tätig und zog mit der Truppe des Generals von Rosen nach Frankreich. Ab 1818 wirkte er an den Bühnen von Brünn und München als Schauspieler. 1824 engagierte man Lewald als Intendant an das Nürnberger Theater. Weitere Stationen waren Bamberg, Hamburg, Paris und München. Von dort aus holte man Lewald 1834 nach Stuttgart, wo er sich niederließ und 1835 die Zeitschrift Europa gründete, die er bis 1846 herausgab. Mit Heinrich Heine verband ihn seit 1827 eine Freundschaft, ebenso mit Karl von Holtei und Karl Schall, die er nach 1815 in Breslau kennengelernt hatte.
In Stuttgart verkehrte er viel mit den beiden Schauspielern Moritz Rott und Karl Seydelmann sowie mit Karl Gutzkow, der später Mitarbeiter der Europa wurde. Lewald bemühte sich um eine Reform des deutschen Theaters. Von 1849 bis 1862 war er Regisseur am Stuttgarter Hoftheater. 1852 konvertierte er in München von der evangelischen Kirche, welcher er seit seiner Konversion vom Judentum zum Christentum 1812 angehört hatte, zur römisch-katholischen Kirche.
Seine letzten Werke sind stark vom Ultramontanismus geprägt, sein Theaterroman (1841) trägt autobiographische Züge. Lewalds autobiographische Schriften sind für das Verständnis des Theaters, des politisch-kulturellen und literarischen Lebens in Biedermeier und Vormärz wichtige Quellenwerke.
August Lewald war ein Vetter des Vaters von Fanny Lewald.
August Lewald starb im Alter von 78 Jahren.

## Grabstätte

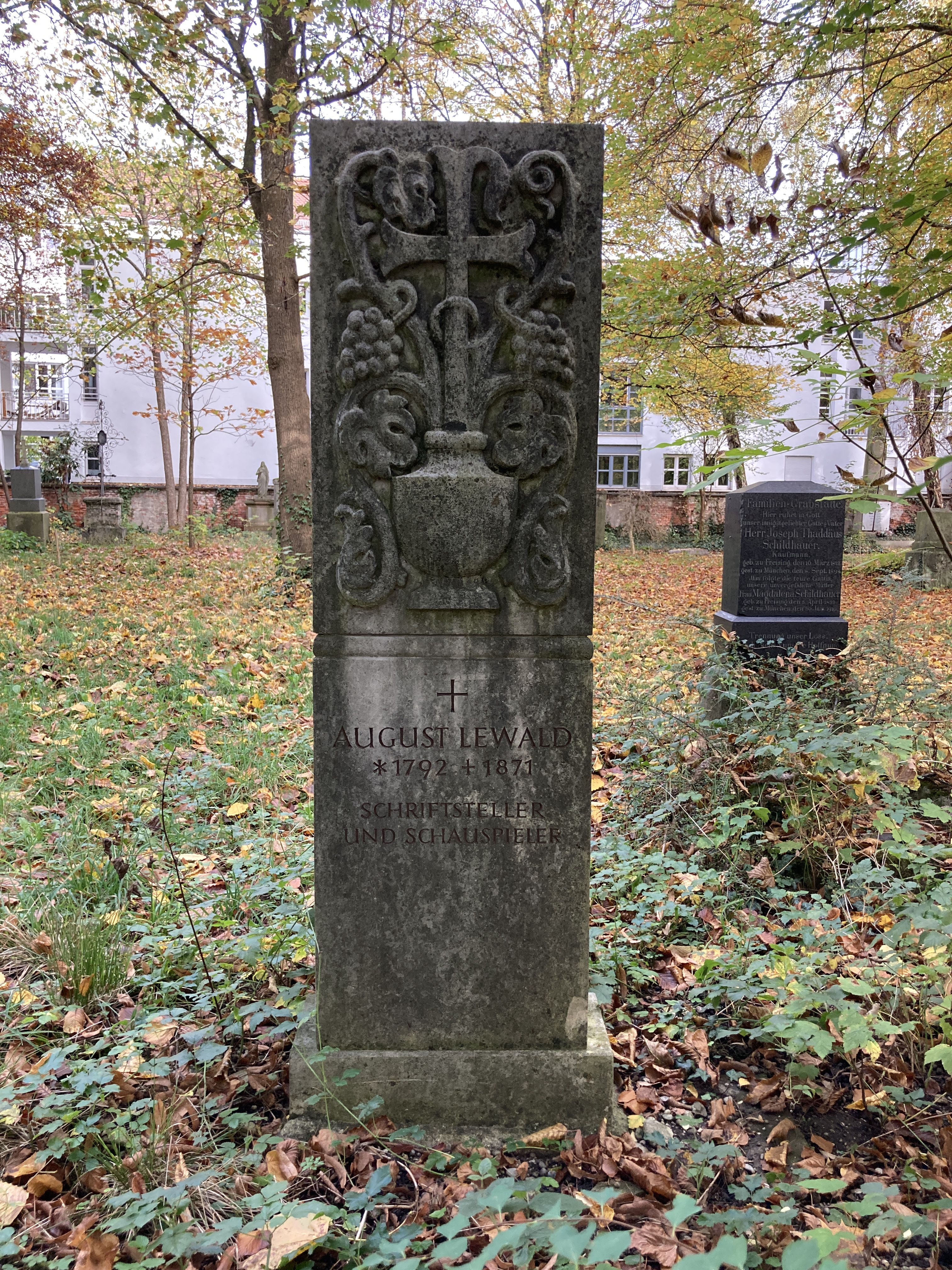
Grab von August Lewald auf dem Alten Südlichen Friedhof in München

Die Grabstätte von August Lewald befindet sich auf dem Alten Südlichen Friedhof in München (Gräberfeld 5 – Reihe 13 – Platz 23) Standort.

## Werke
- Die Prima Donna in Hamburg. Besungen von dem Dichter Tobias Sonnabend, 2 Hefte. 1830
- Der Vatersegen. Drama in einem Act, 1822[3]
- Gorgona. Bilder aus dem französischen Mittelalter, 1833
- Panorama von München, 1835
- Allgemeine Theaterrevue, 1835–1837
- Europa. Chronik der gebildeten Welt, 1835–1846
- Aquarelle aus dem Leben, 4 Bde., 1836/37
- Neue Aquarelle aus dem Leben, 2 Bde., 1840
- Aus dem Leben Friedrichs des Großen 1. Teil: Katte. 2. Teil: Rheinsberg. Stuttgart 1840+1841. 2 Bde.
- Theaterroman, 5 Bde., 1841
- Gesammelte Schriften, 12 Bde., 1844/45 (auch unter dem Titel Ein Menschenleben)